# 迈克·埃鲁齐翁
迈克·埃鲁齐翁（英語：Mike Eruzione，1954年10月25日—），美国男子冰球运动员，场上位置是前锋。他曾代表美国国家队参加1980年冬季奥林匹克运动会冰球比赛，获得一枚金牌。